# Seksueel kindermisbruik

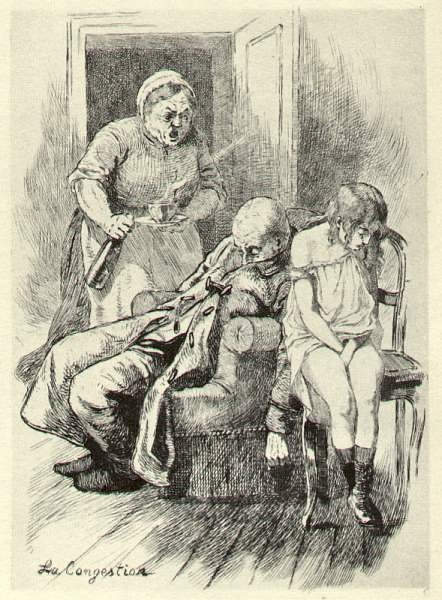
Tekening van Martin Van Maele uit La Grande Danse macabre des vifs

Seksueel kindermisbruik (ook pedoseksualiteit, niet te verwarren met pedofilie) is het seksueel misbruiken van een minderjarige door een volwassene. Het is een vorm van kindermishandeling en een zedendelict.

## Hands-on en hands-off misbruik
Met de term kindermisbruik duidt men in het alledaagse taalgebruik feitelijk slechts op het zogenaamde hands-on kindermisbruik, kindermisbruik waarbij de dader direct (seksueel) contact met het slachtoffer heeft. Men kan hier denken aan directe seksuele handelingen, maar ook aan voyeurisme of het produceren van kinderporno door het opnemen van seksuele handelingen van of met kinderen.
Hands-off kindermisbruik geldt voor vormen waarbij dit niet het geval is en ziet voornamelijk op bezit en verspreiding van kinderporno, webcamseks met kinderen, anderen aanzetten tot het misbruiken van kinderen, of misbruik faciliteren. 

## Kindermisbruik: het hoe en waarom
Alle vormen van seksueel kindermisbruik hebben in ieder geval twee componenten: een seksuele component (een gevoel van opwinding, het willen) en een antisociale component (overtreden van de wet en de wil van het kind, het doen). 

### Gelegenheidsplegers
De gelegenheidspleger heeft seks met kinderen omdat de gelegenheid er is en persoonlijke omstandigheden daar aanleiding toe geven. Een voorbeeld is het in incestzaken veelvoorkomende scenario van een vader die seksuele toenadering tot zijn dochter zoekt en als argument opvoert dat hij na bijvoorbeeld een echtscheiding geen uitweg meer vond voor zijn seksuele verlangens. Ook een zeer groot deel van de sekstoeristen die zich in meestal arme landen aan minderjarigen vergrijpen zijn gelegenheidsdaders. De drijfveren zijn hier niet de geaardheid maar gemak, nieuwsgierigheid, een laag zelfbeeld, of machtsuitoefening. Ook is het mogelijk dat de dader onverschillig tegenover de leeftijd staat, en bij minderjarige prostituees en troostmeisjes was een andere reden de lagere kans op geslachtsziektes naarmate het meisje jonger is. Ook is het mogelijk dat er een oprechte vergissing in het spel was omdat het meisje er ouder uitzag (jailbait). Dit laatste doet niet af aan de strafbaarheid, evenals de vraag of het slachtoffer ook zelf initiatief tot de seksuele relatie had genomen. Een meerderjarige dient immers beter te weten.
Een randgroep wordt gevormd door jongeren die een romantische relatie hebben met iemand beneden de strafbaarheidsgrens, bijvoorbeeld een stelletje van 15 en 17. Naar de letter van de wet zijn seksuele handelingen tussen beide partners strafbaar, maar in praktijk knijpt justitie vaak een oogje toe. Hier is toch vaak kritiek op, want een vervolging kan voor de oudere partner zware consequenties hebben. Er bestaan voorbeelden waarbij een ouder van de jongere partner de relatie niet accepteerde en aangifte tegen de oudere partner deed, leidend tot strafvervolging. Juridisch kan men stellen dat er sprake is van een strafbaar feit naar de letter maar niet naar de geest van de wet, van misbruik kan in zo´n geval geen sprake zijn omdat de relatie in principe gelijkwaardig is.
De slachtoffers zijn vaak relatief ouder dan die van preferentiële daders, vaak met secundaire geslachtskenmerken, maar wel per definitie beneden de strafbaarheidsgrens. Waarschijnlijkt vormt deze groep verreweg de grootste categorie met twee-derde tot 75% van het aantal zaken, maar het is mogelijk dat deze categorie oververtegenwoordigd is omdat de daders in deze categorie slordiger te werk gaan, vaker sporen achterlaten en daarom sneller gepakt worden. Er is vaker schuldinzicht in inzicht in de gevolgen voor de slachtoffers, waardoor behandeling en maatregelen relatief succesvol zijn en de kans op recidive laag. 
Een voorbeeld van een gelegenheidspleger was Lavrenti Beria, die vanuit zijn machtspositie willekeurige vrouwen die hij aantrekkelijk vond misbruikte, waaronder zowel minderjarigen als meerderjarigen.

### Antisociale plegers
De antisociale pleger maakt het eigenlijk niet uit met wie hij seks heeft, een kind is een makkelijk slachtoffer omdat het kleiner, zwakker en makkelijker te manipuleren is. De seks maakt hier deel uit van een breder geweldsdelict jegens het slachtoffer. Het zijn ook deze laatste plegers, hoewel ze in aantallen de maar een klein deel van het kindermisbruik vertegenwoordigen (<5%), die hoofdzakelijk verantwoordelijk zijn voor ernstige misbruikzaken vaak met dodelijke afloop. Het komt vaak voor dat de slachtoffers niet uitsluitend kinderen zijn, en soms zijn het ook zowel mannen als vrouwen. In tegenstelling tot bij de andere categorieen ontbreekt ook een groomingproces. Weliswaar kan een dader het misdrijf voorbereiden, maar over het algemeen wordt het slachtoffer ofwel op een stille plek overmeesterd ofwel eerst met een smoes weggelokt. Naast minderjarigen vormen prostituees, taxichauffeurs en daklozen groepen met een verhoogd risico slachtoffers van deze categorie daders te worden.
Voorbeelden van antisociale plegers zijn de seriemoordenaars Marc Dutroux, Jeffrey Dahmer en Andrej Tsjikatilo. In veel gevallen ontbreekt schuldinzicht, er is vaak een persoonlijkheidsstoornis in het spel, en de kans op recidive is dan ook relatief hoog. Er was nauwelijks sprake van grooming, alle drie lokten ze hun slachtoffers mee met een smoes of overmeesterden het met bruut geweld. Ze vormen dan ook een gevaar voor niet alleen kinderen, maar voor iedereen in hun omgeving. Marc Dutroux is bijvoorbeeld geklassificeerd als een persoon met kenmerken van een psychopaat, die geen kans maakt op genezing, en bij wie de kans op recidive zeer groot is.

### Preferentiële plegers
Preferentiële plegers vormen met een kwart tot een derde eveneens een relatief kleine groep. Zij zijn daders met een pedofiele seksuele geaardheid, die deze gevoelens in daden omzetten. Het is belangrijk om in deze context op te merken dat niet iedere pedofiel kinderen misbruikt en niet iedere kindermisbruiker pedofiel is. De meeste pedofielen hebben weliswaar de seksuele gevoelens maar zetten niet de stap om daadwerkelijk kinderen te misbruiken; meestal omdat ze dit zelf verwerpelijk vinden, soms omdat ze bang voor ontdekking zijn. 
Daar waar pedofielen de stap naar misbruik wel zetten, gaan ze vaak geraffineerder te werk dan de andere categorieën. Dit kan door bijvoorbeeld een beroep of hobby te kiezen waarbij men veel met kinderen in aanraking komt, of potentiële slachtoffers geleidelijk in te palmen (grooming). Dit heeft waarschijnlijk te maken met het feit dat ze hun leven lang al ervaring hebben met het verbergen van hun maatschappelijk niet geaccepteerde geaardheid. De slachtoffers zijn vaak relatief jong, zonder secundaire geslachtskenmerken. Omdat het hier om een jarenlang ingesleten patroon gaat is de kans op recidive hier ook relatief groot, hoewel veel pedofielen nadien wel schuldinzicht en inleving met de slachtoffers tonen. Waar dit niet het geval is kan er een combinatie van pedofilie met een persoonlijkheidsstoornis in het spel zijn, bijvoorbeeld narcisme.
Een voorbeeld van een preferentiële pleger is Roberts Mikelsons. Bij hem is een pedofiele geaardheid vastgesteld, zijn slachtoffers waren extreem jong, en hij ging zo geraffineerd te werk dat hij door toevallige omstandigheden tegen de lamp liep. Het is mogelijk dat deze groep in de statistieken is ondervertegenwoordigd, omdat de daders door hun geraffineerde werkwijze vaker uit handen van de politie blijven.

## Cognitieve vervormingen
Bij met name gelegenheids- en preferentiele daders veroorzaakt de discrepantie tussen hun gedrag en hun normen en waardenstelsel mentale stress. Met andere woorden; de daden gaan tegen hun geweten in, en dit geweten protesteert. Dit is overigens niet specifiek bij kindermisbruik maar ziet men ook terug in andere misdrijven.
Bij sommige daders kan dit ertoe leiden dat ze uit eigen beweging stoppen of zelfs zichzelf aangeven of behandeling zoeken. Bij de meesten is de eerste keer een "point of no return", en lossen ze de mentale stress op door middel van cognitieve vervormingen. Voorbeelden hiervan zijn de schuld aan anderen, de omstandigheden of zelfs het slachtoffer geven, het bagatelliseren of goedpraten van het eigen gedrag, het ontkennen van opzet, of zichzelf als slachtoffer neerzetten. Veel preferentiele daders doen dit laatste en beschuldigen de maatschappij van discriminatie.  
Behandeling is er dan ook op gericht deze cognitieve vervormingen te doorbreken waardoor het geweten weer kan spreken en schuldinzicht gevormd kan worden, waardoor de kans op recidive vermindert.

## Cijfers over kindermisbruik
Hoeveel kinderen er seksueel misbruikt worden door volwassenen is niet precies bekend. Er is wel onderzoek gedaan naar het voorkomen van seksueel grensoverschrijdend gedrag door de Nationaal Rapporteur Mensenhandel en Seksueel Geweld. Daaruit blijkt dat 16% van meisjes tot 18 jaar vóór hun 16e jaar seksueel grensoverschrijdend gedrag heeft meegemaakt - bij jongens is dat 3,4%. Voor hun 12de jaar is dat respectievelijk 2,9% en 0,7%. Voor hun 15de jaar heeft 20% van alle Nederlandse vrouwen een vorm van seksueel geweld meegemaakt (niet alleen door volwassenen, ook door leeftijdsgenoten). Toch zal er maar een klein deel van het totale misbruik naar buiten komen, als gevolg van schaamte, angst en schuldgevoel. De daders zijn vrijwel exclusief mannen en jongens, hoewel misbruik met vrouwelijke daders ook voorkomt. Het is mogelijk dat dit laatste in de statistieken ondervertwegenwoordigd is.
In 2014 werden naar schatting 62.000 minderjarigen (<18 jaar oud) slachtoffer van seksueel grensoverschrijdend gedrag, waar in 10% van de gevallen melding gemaakt werd bij de politie. We zien de afgelopen twintig jaar een terugloop in het aantal seksueel misbruikzaken waarbij aangifte wordt gedaan. Waar dat precies door komt is onduidelijk; waarschijnlijk is het een combinatie van meer aandacht van politie en media, gerichte behandeling van daders, het opstellen van protocollen bij clubs en organisaties en hogere straffen. Ook is het zo dat er veel gedaan is om de aangiftebereidheid van slachtoffers te vergroten. Zo is het makkelijker geworden om aangifte te doen, en zijn er centra voor slachtoffers van seksueel geweld die slachtoffers kunnen ondersteunen bij het doen van aangifte.
De meeste veroordelingen betreffen zaken op grond van artikel 248: ontuchtige handelingen door middel van machtsmisbruik en/of grooming. De gemiddelde straf voor het plegen van ontucht zonder (fysiek) geweld is 2,3 jaar. Straffen worden veel hoger indien er sprake is van ernstig of herhaald seksueel misbruik van een (of meerdere) kind(eren), onbekende kinderen en kinderen die aan de pleger toevertrouwd zijn (zoals leerkrachten). Naast een straf krijgen de meeste veroordeelden voor een zedenmisdrijf ook behandeling opgelegd, alsmede begeleiding door de reclassering.
Het percentage misbruikplegers dat in herhaling valt, ligt lager dan de meeste mensen denken. Zonder behandeling valt 13,7% van de zedendelinquenten terug in een nieuw zedendelict - als er wél behandeling is geweest, is dat 10,1%.
Seksueel misbruik door een onbekende pleger is een zeldzaamheid. Het meeste misbruik wordt gepleegd door een bekende van het kind: een buurman, iemand van de kerk of school, de vader van een vriend of vriendin - samen plegen zij 90% van alle seksueel kindermisbruik. Misbruik door een familielid bepaalt voor 13% het misbruik.

## Beweegredenen voor misbruik
Plegers van kindermisbruik komen om uiteenlopende redenen tot hun delict. Er zijn plegers die een, al dan niet exclusieve, seksuele aantrekking hebben tot minderjarigen. Anderen plegen hun delict uit wanhoop, voortkomend uit een gebrek aan zelfvertrouwen en het gebrek aan capaciteit om een gelijkwaardige relatie aan te gaan. Zij durven door dit lage zelfbeeld niet op een volwassen vrouw af te stappen en vinden het gemakkelijker om een relatie aan te gaan met een minderjarige omdat de kans op afwijzing dan aanzienlijk kleiner is. Ook zijn er plegers die bevrediging vinden in de macht die zij hebben over hun slachtoffers. Deze plegers halen voldoening uit het vernederen van hun slachtoffers wat, in sommige gevallen, leidt tot ernstig lichamelijk of psychisch misbruik zoals het mentaal kleineren of zelfs lichamelijk martelen van hun slachtoffers. Deze laatste variant van dit misbruik heet in pedoseksuele kringen hurtcore waarbij de vaak jonge slachtoffers ernstig lichamelijk worden misbruikt en gemarteld. Plegers worden gecategoriseerd op grond van hun beweegredenen zoals eerder in dit artikel beschreven; dit is relevant voor onder andere de recidivekans en aanpak van behandeling.
Een reden voor strafbaarstelling van kinderporno is dat dit kindermisbruik zou aanmoedigen. Voor een dergelijk causaal verband is geen bewijs gevonden, ook niet bij daders die op zowel kindermisbruik als kinderporno werden betrapt. Het is heel goed mogelijk dat mensen die kinderen misbruiken dit hoe dan ook zouden hebben gedaan, met of zonder kinderporno. Bovendien is het ook mogelijk dat mensen eerst misbruik plegen en door dit misbruik geïnteresseerd raken in kinderporno, in plaats van andersom (dit eerdere misbruik kan onder de radar blijven omdat niemand aangifte heeft gedaan en de dader het niet bekent). Kinderporno zou ook als uitlaatklep zou kunnen dienen voor pedofiele gevoelens, waardoor juist voorkomen wordt dat iemand in werkelijkheid kinderen misbruikt. Empirisch onderzoek naar een dergelijk causaal verband ontbreekt omdat er domweg veel te weinig gegevens zijn.

## Strafrecht
De zedenwetgeving kent niet de termen pedofilie, pedoseksualiteit en seks, maar spreekt slechts van handelingen en gedragingen waarbij bepaalde leeftijdscategorieën betrokken zijn. Voorbeelden van strafbare handelingen betreffende kinderen zijn: elke vorm van penetratie, aanranding, exhibitionisme, kinderporno en kinderprostitutie. Verschillende handelingen worden daarbij anders bestraft en kunnen extra verzwaard of bij elkaar opgeteld worden. Een belangrijk argument voor de (extra) strafbaarstelling van seksuele handelingen bij kinderen, is het machtsverschil tussen volwassenen en kinderen, waardoor er voor het kind geen werkelijke keuzevrijheid bestaat. Ook wanneer een minderjarige (expliciete) seksuele avances naar een volwassene maakt, dient de volwassene daar niet op in te gaan.
In tegenstelling tot de psychiatrische definitie speelt in het strafrecht het alleen hebben van fantasieën en gevoelens niet mee, maar is een eenmalige handeling wél relevant. Ook gaat men in het strafrecht niet uit van de biologische geslachtsrijpheid van het slachtoffer, maar van de leeftijd waarop dit juridisch toestemming kan geven. Deze ligt hoger dan de biologische volwassenheid en is gebaseerd op de leeftijd waarop men geestelijke rijpheid heeft bereikt en geacht wordt de consequenties van acties te kunnen inzien. De slachtoffers van veel gelegenheidsdaders zijn biologisch volwassen maar geestelijk niet; hierdoor is er een machtsverschil waar de dader vaak gebruik van maakt. Overigens wordt wel de leeftijd van het slachtoffer in de strafmaat meegenomen.
Aan iemand die er "een gewoonte van heeft gemaakt" kan dan vervolgens een zwaardere maximumstraf worden opgelegd.
Het maken, in bezit hebben en verspreiden van pornografisch materiaal met personen onder de 18 jaar (kinderpornografie) is zowel in België als Nederland strafbaar. Ook hier spelen, naast de omvang van de hoeveelheid kinderpornografie, leeftijd en zwaarte van de handelingen een rol.

### Strafmaat (algemeen)
Strafrechtelijke delicten, waaronder zedendelicten, zijn zodanig geformuleerd dat er maximum- en soms minimumstraffen zijn, waarbinnen het Openbaar Ministerie en de rechter maatwerk kunnen leveren met de strafeis en -maat. Factoren die de strafmaat beïnvloeden zijn onder andere:
- Fouten bij de vervolging, bijvoorbeeld extreem lange tijd tussen ontdekking en vervolging, waardoor de verdachte in onzekerheid zit. Iedere fout bij de vervolging kan leiden tot een korting op de straf.
- De leeftijd van het slachtoffer; hoe jonger het slachtoffer hoe zwaarder de straf. Dit heeft te maken met de lichamelijke en geestelijke impact die bij jongere kinderen nog zwaarder is. Soms worden verschillende delicten naar leeftijdscategorie omschreven, waarbij op de lagere leeftijdscategorie (bijvoorbeeld tot 11 jaar) hogere straffen staan dan op de hogere (bijvoorbeeld 12 tot 16 jaar).
- De zwaarte van de seksuele handelingen; zwaardere seksuele handelingen leiden tot zwaardere straf. Vaak zijn penetrerende en niet-penetrerende seks verschillende misdrijven, waarbij het eerste zwaardere maximumstraffen kent dan het tweede. Verder wordt ook (het risico op) gezondheidsschade veroorzaakt door de handelingen meegenomen, waarbij men kan denken aan kneuzingen, breuken en (inwendige) verwondingen, geslachtsziekten, zwangerschap, maar ook aan  toedienen van drugs die leverschade veroorzaken.
- De tijdsduur en het aantal seksuele handelingen. Een langere tijdsduur waarover het misbruik meerdere malen plaatsvindt, leidt tot een hogere straf dan een eenmalig feit.
- De omstandigheden waaronder de dader te werk is gegaan. 
  - Dwang leidt over het algemeen tot een hogere straf. Ook betalen voor de seks (kinderprostitutie) of misbruik van omstandigheden maken (bijvoorbeeld een zwerfkind in huis nemen en seksuele wederdiensten hiervoor verlangen) gelden vaak als strafverzwarend. Het afdwingen van geheimhouding middels chantage of bedreiging kan eveneens tot hogere straf leiden.
  - Situaties waarin de dader een minderjarige voor een meerderjarige aanzag en/of het initiatief genomen werd door de minderjarige, of waarbij de relatie relatief gelijkwaardig was met een partner beneden de strafbaarheidsgrens, zijn geen rechtvaardiging (volwassenen dienen beter te weten), maar kunnen leiden tot strafkorting.
- Eventuele recidive door de dader (feiten gepleegd in de proeftijd van een ander strafbaar feiten kunnen uiteraard ook ertoe leiden dat de voorwaardelijke straf alsnog ten uitvoer wordt gelegd).
- De houding van de dader. 
  - Als deze duidelijk en geloofwaardig schuldinzicht en berouw en besef toont van de impact, en bereid is aan zichzelf te werken (bijvoorbeeld middels therapie), dan zal dit als een strafverlichtende factor werken. Ook als de verdachte al voor het politieonderzoek aantoonbaar stappen heeft gezet om te stoppen (stoppen met het misbruik, hulp zoeken, zelf aangifte doen) kan dit in diens voordeel pleiten.
  - Als de dader daarentegen niet meewerkt, zwijgt, liegt, de eigen rol blijft bagatelliseren of ontkennen, of anderen de schuld geeft tot in de rechtszaal toe, kan dit strafverzwarend werken. Uiteraard gelden cautie en bescherming tegen zelf-incriminatie, maar wanneer het bewijs overduidelijk is zal een niet-coöperatieve houding eerder in het nadeel dan het voordeel van de verdachte pleiten.
- Grooming geldt in veel landen als een separaat misdrijf.

### België
Volgens de Belgische wetgeving is alle seksueel verkeer verboden met een partner die jonger is dan 16 jaar, zelfs indien die persoon daar toestemming voor gaf. In de praktijk worden enkel volwassenen vervolgd voor seksueel verkeer met een persoon jonger dan zestien jaar. Volgens de wet kan een minderjarig persoon die nog geen zestien jaar is, juridisch geen toestemming geven voor seksuele betrekkingen.
Pedoseksuele handelingen vallen onder Hoofdstuk V (Aanranding van de eerbaarheid en verkrachting) van Titel VII (Misdaden en wanbedrijven tegen de orde der familie en tegen de openbare zedelijkheid) van Boek II van het Belgische Strafwetboek.
- Aanranding (aanranding is er zodra er een begin van uitvoering is) van de eerbaarheid (zonder geweld of bedreiging) van een persoon jonger dan zestien jaar wordt gestraft met vijf tot tien jaar opsluiting. Indien dit gebeurt door een bloedverwant in de opgaande lijn (en er dus incest is), wordt dit tien tot vijftien jaar opsluiting.
- Aanranding van de eerbaarheid met geweld of bedreiging van een minderjarige ouder dan 16 jaar wordt gestraft met vijf tot tien jaar opsluiting.
- Aanranding van de eerbaarheid met geweld of bedreiging van een persoon jonger dan zestien wordt gestraft met tien tot vijftien jaar opsluiting.
- Verkrachting (verkrachting is elke daad van seksuele penetratie van welke aard en met welk middel ook) van een minderjarige ouder dan zestien jaar wordt gestraft met tien tot vijftien jaar opsluiting.
- Verkrachting van een persoon jonger dan zestien, maar ouder dan veertien jaar, wordt gestraft met vijftien tot twintig jaar opsluiting.
- Verkrachting van een persoon jonger dan veertien jaar wordt altijd gelijkgesteld als verkrachting met behulp van geweld. Dit wordt gestraft met vijftien tot twintig jaar opsluiting. Indien het kind de leeftijd van tien jaar nog niet bereikt heeft, is de straf twintig tot dertig jaar opsluiting.

Deze straffen worden verzwaard indien gepleegd door een persoon die gezag had over het slachtoffer of indien het kind aan hem ter verzorging is toevertrouwd.

### Nederland
Volgens artikel 247 van het Wetboek van Strafrecht zijn ontuchtige handelingen met iemand die jonger is dan zestien jaar strafbaar. Of handelingen ontuchtig worden geacht hangt onder meer af van het leeftijdsverschil. Volgens artikel 248b is seks met een prostitué(e) van zestien of zeventien ook verboden. Artikel 244 en 245 behandelen zwaardere gevallen. Zo is volgens artikel 244 het verrichten van seksuele handelingen met minderjarigen tot twaalf jaar oud waarbij het lichaam wordt binnengedrongen strafbaar met maximaal twaalf jaar gevangenisstraf.
In de zedenalmanak van het ministerie van justitie worden pedoseksuele handelingen geschaard onder het item seksueel geweld. De leeftijd is geobjectiveerd: "Ik wist niet dat het meisje maar vijftien was, ze zag eruit als achttien" wordt in principe niet als verweer gehonoreerd. Ook indien wederzijdse toestemming bestaat is dit in principe geen strafuitsluitingsgrond. Bescherming van minderjarigen wordt van groter belang geacht.
Tot justitiële vervolging kan worden overgegaan, ongeacht of het minderjarige slachtoffer weerstand biedt aan, of zelfs uitnodigt tot de handelingen. Dit was tot 2003 anders - als het kind minimaal twaalf jaar oud was, kon alleen vervolging plaatsvinden na een klacht door het kind, zijn of haar ouders of de Raad voor de Kinderbescherming. In het onderwijs hebben, krachtens de wet, docenten een meldingsplicht en besturen een plicht tot aangifte bij seksueel misbruik van minderjarigen.

#### Strafmaat
De richtlijn voor strafvordering seksueel misbruik minderjarigen onderscheidt de volgende categorieën in toenemende strafmaat:
- Categorie 1: Ontuchtige handelingen waarbij de minderjarige door de verdachte wordt geconfronteerd met seksuele handelingen en situaties waarbij de minderjarige ertoe wordt gebracht zichzelf uit te kleden.
- Categorie 2: Ontuchtige handelingen waarbij er sprake is van aanraking (kleding of naakte huid) tussen verdachte en slachtoffer of door het slachtoffer bij zichzelf of bij of door een ander.
- Categorie 3: Ontuchtig aanraken van naakte geslachtsdelen en het oraal, vaginaal of anaal binnendringen anders dan met een geslachtsdeel.
- Categorie 4: Ontuchtige handelingen waarbij er sprake is van oraal, vaginaal of anaal binnendringen met een geslachtsdeel.

In 2012 bleek uit een rapport van de commissie-Samson over seksueel misbruik in jeugd- en pleegzorg sinds 1945, dat de overheid, instellingen en pleegzorg tekort zijn geschoten in het beschermen van kinderen tegen seksueel misbruik. Daarop volgend werd in april 2013 de wet aangepast, zodat misdrijven waar minstens twaalf jaar gevangenisstraf op staat, zoals verkrachting en ernstig seksueel kindermisbruik, niet meer kunnen verjaren.

### Verenigde Staten
Ook in de Verenigde Staten van Amerika is pedoseksualiteit een zeer ernstig misdrijf. Er is in Florida in 2004 een wet aangenomen die bij het eerste pedoseksualiteitsmisdrijf een minimum van 25 jaar gevangenisstraf mogelijk maakt, en bij het tweede pedoseksualiteitsmisdrijf levenslang. Na de gevangenisstraf dient de veroordeelde levenslang onder (elektronisch) toezicht te staan en bij voorwaardelijke straffen bedraagt de proeftijd eveneens levenslang. Deze wet, Jessica's Law, is vernoemd naar Jessica Lunsford, een meisje dat op de leeftijd van 9 jaar werd ontvoerd, verkracht en gedood door John Couey, die destijds al eerder veroordeeld was voor zedenmisdrijven. Deze wet heeft in vele staten in de VS al navolging gevonden. Zo zijn er momenteel 10 staten (2005) die soortgelijke wetten kennen. De rechterhand van de kardinaal van Philadelphia is op grond van deze wet veroordeeld. Naast de eerdergenoemde minimumstraffen en levenslang toezicht, worden personen die voor zedendelicten zijn veroordeeld ook onderworpen aan gebiedsverboden. Ze mogen zich bijvoorbeeld niet binnen een bepaalde afstand van een school of kinderspeelplaats bevinden en er ook niet wonen of werken. Hierdoor kunnen ze moeilijk een huis of baan vinden. Miracle Village, eveneens in Florida, is een gemeenschap van voormalige zedendelinquenten die nergens anders kunnen wonen. Het dorp ontvangt meer aanvragen van aspirant-bewoners dan het kan verwerken. Het argument achter deze zware straffen is beveiliging van de maatschappij en met name de kinderen, en in mindere mate vergelding en preventie.
Organisaties als de American Civil Liberties Union vinden deze straffen te zwaar. Bezwaren tegen de zware straffen zijn vaak gegroepeerd rondom de volgende argumenten:
- Ook kleine vergrijpen en grensgevallen die naar de letter van de wet strafbaar zijn (bijvoorbeeld een minderjarig meisje met een meerderjarig vriendje) worden buitensporig hard afgestraft.
- Zwaardere straffen hebben geen afschikwekkend effect.
- Een gestrafte zal door de straf en bijkomende consequenties in een situatie komen waarin hij niets meer te verliezen heeft, en mensen die niets meer te verliezen hebben kunnen gevaarlijk en onvoorspelbaar zijn. De kans is groot dat zo iemand zich uit de maatschappij terugtrekt en opnieuw delicten gaat plegen.
- De harde aanpak van zedendelinquenten slokt relatief veel capaciteit en financiële middelen op.[13] Bovendien zijn er ook indirecte economische kosten doordat een delinquent niet productief voor de samenleving is en ook nadien door zijn veroordeling hierin belemmerd wordt.
- Normale intimiteit met en seksualiteit van kinderen wordt taboe, hetgeen een gezonde ontwikkeling van kinderen belemmert.
- Mensen durven uit angst voor (valse) beschuldigingen niet meer met kinderen te werken.
- Verder kan het in de schijnwerpers zetten van deze delicten leiden tot heksenjachten en eigenrichting. Daar komt bij dat door de focus op mensen die al veroordeeld zijn, de aandacht wordt afgeleid van misbruik in de bekendenkring, waar het risico het hoogst is.

## Voorstel van de Europese Commissie voor de preventie en bestrijding van online seksueel misbruik van kinderen
De Europese Commissie werkt aan nieuwe wetgeving tegen online kindermisbruik. Er zijn zorgen over de privacy.